# 龙市镇 (井冈山市)
龙市镇，是中华人民共和国江西省吉安市井冈山市下辖的一个镇，镇内龙江书院为1928年朱毛会师的地点。

## 行政区划
龙市镇下辖以下地区：
城北社区、城西社区、城南社区、龙市村、石陂村、庄前村和相公庙村。

## 交通
- 吉衡铁路：龙市站